# Live Gloriously
Live Gloriously ist ein musikalisches Werk des amerikanischen Komponisten Christopher Tin und erschien am 13. Dezember 2024. Es ist das Hauptthema des Videospiels Sid Meier's Civilization VII. 

## Hintergrund
Der Komponist Christopher Tin hatte mit Baba Yetu und Sogno di Volare bereits die Titelthemen für die Vorgängerspiele Civilization IV und Civilization VI komponiert. Im August 2024 wurde bekannt gegeben, dass er auch für Civilization VII das musikalische Thema komponieren würde. Das Stück wurde bei den Game Awards 2024 am 12. Dezember 2024 zum ersten Mal öffentlich aufgeführt.

## Text
Der Text des Werkes besteht aus Zitaten aus vier antiken Epen in unterschiedlicher Sprache. Der wiederkehrende Refrain ist altgriechisch und stammt aus der Ilias. Der weitere Text ist Altenglisch (Beowulf), Quiché (Popol Vuh) und Sanskrit (Ramayana). Tin sagte über das Stück und den Text: 
"Mit ‚Live Gloriously‘ wollte ich die universellen Themen von Hoffnung, Heldentum und Sterblichkeit beschreiben, die sich im Laufe der Geschichte immer wieder manifestiert haben"
"With 'Live Gloriously,' I wanted to capture universal themes of hope, heroism and mortality that have resonated across history." 
| Text | Englisch | Herkunft              |
| --- | --- | --------------------- |
| me man aspoudi ge kai akleios apoloimen mega rhexas ti kai essomenoisi puthesthai                            | Let me not then die ingloriously and without a struggle, but let me first do some great thing                                                                                     | Ilias (Altgriechisch) |
| Ure æghwylc sceal ende gebidan worolde lifes; wyrce se þe mote domes ær deaþe                                | Each of us shall endure this world’s life until the end; let he who is able achieve fame before death.                                                                            | Beowulf (Altenglisch) |
| Nab’e chel iwe, Nab’e nay puch kixq'ijiloxik Rumal saqil al, Saqil k’ajol. Ta chuxoq. Mawi chisachik i b’i’. | You shall be the first to arise, and you shall be the first to be worshipped by the sons of the noblemen, by the civilized vassals. So it shall be! Your names shall not be lost. | Popol Vuh (Quiché)    |
| ihaiva nidhEanam yamaah mahaa prasthaanam eva vaa                                                            | Here let us all for death prepare, Or on the last great journey fare. | Ramayana (Sanskrit)   |